# Kurfirstský vrch
Kurfirstský vrch (304 m n. m.) je vrch v okrese Mělník Středočeského kraje, ležící asi 0,5 km východně od obce Střemy, na příslušném katastrálním území, částečně i na území Nebužely. Je to nejvyšší významný vrchol Dolnojizerské tabule.
Na plochém temeni je nouzová přistávací plocha (bývalé sportovní letiště pro ultralehká letadla). Pojmenování vrchu patrně pochází z doby okolo roku 1634, kdy se v okolí potulovala kurfirstská vojska.

## Geomorfologické zařazení
Vrch náleží do celku Jizerská tabule, podcelku Dolnojizerská tabule, okrsku Košátecká tabule a podokrsku Řepínská tabule.

## Přístup
Automobilem lze přijet až na vrchol, jelikož přímo přes něj vede silnice Nebužely – Střemy.